# Vụ va chạm giữa không trung ở Namibia
Vào ngày 13 tháng 9 năm 1997, một máy bay quan sát Tupolev Tu-154M của Không quân Đức và một máy bay vận tải C-141B Starlifter của Không quân Hoa Kỳ đã bị phá hủy trong một vụ va chạm trên không khi đang bay ở độ cao 35.000 foot (11.000 m) ngoài khơi bờ biển Namibia. Tất cả 33 người trên cả hai máy bay đều thiệt mạng. Vào thời điểm va chạm, chiếc Tupolev đang bay trên tuyến đường phía nam từ Niamey, Niger, đến Cape Town, Nam Phi, trong khi chiếc C-141 đang bay theo hướng tây bắc từ Windhoek, Namibia, đến Đảo Ascension.
Cả hai máy bay đều không được trang bị hệ thống tránh va chạm TCAS và mặc dù cả hai phi hành đoàn đã đệ trình kế hoạch bay, máy bay Đức không liên lạc với kiểm soát không lưu Namibia và các kiểm soát viên không biết về sự hiện diện của nó trong không phận Namibia. Hơn nữa, Tupolev đã bay sai độ cao, theo kế hoạch bay và theo quy tắc bán nguyệt.
Cuộc điều tra sau đó của Lực lượng Không quân Hoa Kỳ đã kết luận rằng phi hành đoàn người Đức phải chịu trách nhiệm về vụ tai nạn, với lý do lỗi của phi công và kiểm soát không lưu không đầy đủ đã góp phần gây ra sự thiếu phân cách nghiêm trọng.
Một năm trước khi vụ tai nạn xảy ra, Liên đoàn Hiệp hội Phi công Hàng không Quốc tế đã tuyên bố rằng từ quan điểm an toàn, 75% không phận châu Phi là "thiếu hụt nghiêm trọng."

## Máy bay và phi hành đoành
Lockheed C-141 Starlifter là một máy bay vận tải quân sự bốn động cơ đang phục vụ trong Lực lượng Không quân Hoa Kỳ. Ví dụ như chiếc bị nạn, một biến thể C-141B, số đuôi 65-9405, được chỉ định cho Cánh cơ động trên không 305 có trụ sở tại Căn cứ Không quân McGuire, New Jersey. Vào thời điểm đó, nó đang thực hiện một chuyến bay nhân đạo đến Namibia, đưa một đội rà phá bom mìn cho Liên Hợp Quốc.
Chiếc máy bay, sử dụng tín hiệu gọi REACH 4201, dưới sự chỉ huy của Cơ trưởng Peter Vallejo, 34 tuổi, cùng với Cơ trưởng Jason Ramsey, 27 tuổi và Đại úy Gregory M. Cindrich, 31 tuổi, đóng vai trò là phi công. Sáu nhân viên khác cũng có mặt trên máy bay, bao gồm trưởng phi hành đoàn, hai kỹ sư bay và hai người quản lý chất tải.
Chiếc Tupolev Tu-154M bị nạn, số đuôi 11+02, là một trong hai chiếc trong kho của Không quân Đức, cả hai đều được kế thừa từ Không quân Đông Đức. Được giao cho 1 Staffel/Flugbereitschaft, nó trước đây đã được sử dụng cho mục đích xác minh theo Hiệp ước Bầu trời Mở. Do đó, nó được trang bị camera và cảm biến trong thân máy bay. Máy bay do phi hành đoàn 10 người điều khiển và đang chở 14 hành khách, trong đó có 12 lính thủy đánh bộ Đức và hai vợ hoặc chồng của họ từ Cologne, Đức, đến Cape Town, Nam Phi, để tham gia cuộc đua thuyền kỷ niệm 75 năm thành lập Hải quân Nam Phi. Các phi công, cả hai đều có kinh nghiệm, là Ralph Reinhold và Klaus Ehrlichmann. Đang bay với số hiệu GAF 074, chiếc máy bay đã dừng ở Niamey và dự định hạ cánh ở Windhoek để dừng tiếp nhiên liệu trước khi tiếp tục đến Cape Town.

## Chuyến bay và thời điểm va chạm

### Đường bay
Chiếc Tu-154M của Không quân Đức rời Cologne, Đức, vào ngày 13 tháng 9 năm 1997 và hạ cánh xuống Niamey, Niger, để tiếp nhiên liệu. Khi ở Niger, phi hành đoàn đã đệ trình một kế hoạch bay yêu cầu độ cao hành trình là 35.000 feet với độ cao trên đường bay lên tới 39.000 feet. Lúc 10:35 UTC, GAF 074 rời Niamey và bắt đầu bay theo hướng nam. Khi đang bay qua không phận Gabon, GAF 074 đã phải định tuyến lại một chút. Máy bay đã thay đổi độ cao khi đi qua phía tây châu Phi và chuyển hướng theo hướng đông, phù hợp với các yêu cầu về đường hàng không.
Lúc 14:11 UTC, chiếc C-141B của Không quân Hoa Kỳ khởi hành từ Windhoek, Namibia, đến Đảo Ascension, một lãnh thổ của Anh ở Nam Đại Tây Dương. Theo kế hoạch bay được đệ trình của REACH 4201, nó đang bay trên đường bay về phía tây bắc ở độ cao hành trình là 35.000 feet. Điều kiện khí tượng trực quan phổ biến tại thời điểm máy bay khởi hành.

### Không lưu
Năm 1996, Liên đoàn các Hiệp hội Phi công Hàng không Quốc tế (IFAPA) đã dán nhãn 75% không phận châu Phi là "thiếu hụt nghiêm trọng". do lo ngại về an toàn và dịch vụ kiểm soát không lưu kém. Tình hình nghiêm trọng đến mức trong cùng năm đó, các phi công của hãng hàng không Nam Phi đã báo cáo hơn 70 lần suýt trượt khi bay ở lục địa châu Phi.
Chiếc C-141B chịu sự kiểm soát của kiểm soát không lưu Namibia khi cất cánh từ Windhoek. Các kiểm soát viên Namibian đã không nhận được kế hoạch bay hoặc tín hiệu khởi hành từ Tu-154M và không biết rằng máy bay Đức đã đi vào vùng thông tin chuyến bay của nó. Cơ quan cuối cùng có liên lạc với máy bay Đức là kiểm soát không lưu Accra. Các cơ quan kiểm soát không lưu ở Luanda, Angola, đã không liên lạc với các kiểm soát viên Namibia để thông báo cho họ về sự hiện diện của máy bay theo yêu cầu theo quy định của ICAO. Tu-154M đã thay đổi độ cao trong chuyến bay mà người điều khiển không hề hay biết. Góp phần vào sự cố liên lạc, Mạng Viễn thông Cố định Hàng không, một hệ thống tạo điều kiện trao đổi tin nhắn giữa các bộ điều khiển không khí đã không hoạt động vào thời điểm đó. Trung tâm kiểm soát không lưu ở Windhoek đã nhận được thông tin liên lạc cuối cùng từ phi hành đoàn C-141B qua radio tần số cao, họ cho biết họ đang ở độ cao 35.000 feet.

### Va chạm
Vào lúc 15:10 giờ UTC, cách bờ biển Namibia 65 hải lý (120 kilômét), hai máy bay va chạm. Chiếc Tu-154M đã đâm vào chiếc C-141B ở phần dưới thân máy bay, gây ra một vụ nổ mà một vệ tinh giám sát của Hoa Kỳ quan sát được dưới dạng một vệ tinh giám sát của Hoa Kỳ đang bay qua khu vực. Đoạn ghi âm giọng nói trong buồng lái cho thấy ít nhất một thành viên phi hành đoàn trên chiếc Tu-154M đã nhận thấy chiếc C-141B và đã cố gắng điều động đi nhưng không thành công. Một bản ghi từ CVR cho thấy phi hành đoàn người Mỹ không thiệt mạng khi va chạm. Người ta có thể nghe thấy một trong số các phi công nói: "Mặt nạ dưỡng khí, đeo vào, đeo vào. Lấy đèn pin nhanh lên." Ngoài ra, một máy bay của Không quân Pháp gần đó báo cáo rằng nó đã nhận được một cuộc gọi cấp cứu "mayday". Cả hai máy bay đều lao xuống biển, khiến toàn bộ 33 hành khách và phi hành đoàn trên cả hai máy bay thiệt mạng.

## Tìm kiếm
Các nhà chức trách ATC ở Đảo Ascension đã cố gắng liên lạc với các nhà chức trách hàng không ở Namibiaư năm mươi lần khi chiếc C-141B không đến như dự kiến. Vào lúc 10:55 UTC ngày hôm sau, ATC của Ascension đã liên lạc với Bộ chỉ huy Cơ động Hàng không và thông báo cho họ về chiếc máy bay quá hạn. Lúc 11:00 UTC, chiếc máy bay được tuyên bố là mất tích. Một nỗ lực tìm kiếm quốc tế của Hoa Kỳ, Pháp, Anh, Đức và một số quốc gia châu Phi đã diễn ra sau đó, lùng sục các vùng biển ngoài khơi Namibia để tìm bất kỳ dấu hiệu nào của mảnh vỡ. Một chiếc máy bay của Pháp đang bay qua địa điểm rõ ràng là vụ tai nạn đã nhận được một tín hiệu mờ nhạt từ một trong những đèn hiệu khẩn cấp của máy bay. Lực lượng Không quân Nam Phi cho biết họ đã nhận được tín hiệu từ đèn hiệu cấp cứu áo phao, làm dấy lên hy vọng tìm thấy những người sống sót. Một vụ va chạm giữa không trung được cho là kịch bản có khả năng xảy ra cao nhất vì cả hai máy bay đều mất tích cùng lúc ở cùng một địa điểm. Những mảnh vỡ đầu tiên được một tàu tìm kiếm tìm thấy vào ngày 16 tháng 9. Sáu ngày sau vụ tai nạn, nhà chức trách thông báo họ đã tìm thấy thi thể của nữ tiếp viên hàng không 43 tuổi người Đức Saskia Neumeyer, đây là thi thể đầu tiên được tìm thấy.
Đến tháng 12 năm 1997, rất ít tàn dư của vụ tai nạn đã được phát hiện. Thi thể của Saskia Neumeyer là người duy nhất trong số 33 hành khách và phi hành đoàn mất tích được tìm thấy và rất ít mảnh vỡ được tìm thấy. Một tàu đánh cá đã phát hiện ra nhiều mảnh quần áo vào ngày 13 tháng 12 từ độ sâu 655 mét. Thi thể của Cơ trưởng Peter Vallejo và Cơ trưởng Jason Ramsey đã được các thợ lặn tìm thấy sau đó vào tháng 12 năm 1997 cùng với những bộ xương không thể xác định được của các thành viên phi hành đoàn khác. Họ được chôn cất vào ngày 2 tháng 4 năm 1998 tại Nghĩa trang quốc gia Arlington.

## Điều tra và hậu quả
Năm 1997, Lực lượng Không quân Hoa Kỳ bổ nhiệm Đại tá William H. C. Schell Jr. dẫn đầu cuộc điều tra vụ va chạm. Một báo cáo cuối cùng với kết luận của hội đồng quản trị đã được công bố vào tháng 3 năm 1998. Cuộc điều tra chủ yếu đổ lỗi cho phi hành đoàn người Đức, những người đang bay ở độ cao 35.000 feet, vi phạm quy tắc hình bán nguyệt, quy định rằng một chiếc máy bay đi theo hướng đông nam phải bay ở độ cao hoặc 29.000, 33.000, 37.000 hoặc 41.000 foot (8.800, 10.100, 11.300 hoặc 12.500 m). Luftwaffe cũng thừa nhận rằng máy bay của họ có lỗi trong vụ tai nạn trong báo cáo điều tra của chính họ.
Ngoài ra, báo cáo cũng trích dẫn các vấn đề mang tính hệ thống trong hệ thống kiểm soát không lưu của châu Phi là yếu tố góp phần gây ra vụ tai nạn, đổ lỗi cho thiết bị liên lạc bị lỗi khiến kế hoạch bay của máy bay Đức không được truyền qua các kênh thích hợp và các kiểm soát viên cẩu thả ở Luanda đã không thông báo cho máy bay. vị trí đối với Namibia ATC. Một yếu tố góp phần quan trọng khác là hoạt động phức tạp và rời rạc của Mạng viễn thông cố định hàng không (AFTN).
Báo cáo tuyên bố rằng nếu một trong hai máy bay đã được trang bị TCAS thì rất có thể đã tránh được vụ tai nạn, đọc rằng "sự hiện diện của một TCAS hoạt động đầy đủ trên cả hai máy bay có thể đã ngăn chặn được vụ tai nạn." Một ngày trước đó Sau khi công bố báo cáo, Bộ trưởng Quốc phòng William S. Cohen tuyên bố rằng quân đội sẽ bắt đầu cài đặt TCAS trên máy bay của mình.
Việc thiếu TCAS trên máy bay Đức đã gây áp lực đáng kể lên Bộ Quốc phòng Liên bang Đức trong việc lắp đặt các hệ thống tránh va chạm trên máy bay của họ. Mặc dù được liệt kê trong Bản ghi nhớ mục tiêu dự án của C-141B trong 5 năm, việc lắp đặt TCAS đã bắt đầu trên một số lượng nhỏ máy bay ngay sau vụ tai nạn.